# Virgin cry
「Virgin cry」（ヴァージン・クライ）は、日本のロックバンド、Laputaの8枚目のシングル。1999年5月19日発売。発売元は東芝EMI。

## 概要
- 東芝EMI在籍時代の、最後となるシングル。次作以降は日本クラウンからのリリースとなった。

## 収録曲
1. Virgin cry
  - 作詞：aki、作曲:Kouichi
2. Tomorrow
  - 作詞：aki、作曲:Junji
3. Virgin cry-Instrumental-

## 収録アルバム
- 『翔〜カケラ〜裸』（#1）
- 『Laputa coupling collection +xxxk』（#2）
- 『Laputa 3DISK BEST 〜1995-1999 except Coupling Collection』（#1）